# Lake Nebagamon
Lake Nebagamon é uma vila localizada no estado norte-americano de Wisconsin, no Condado de Douglas.

## Demografia
Segundo o censo norte-americano de 2000, a sua população era de 1015 habitantes.
Em 2006, foi estimada uma população de 1037, um aumento de 22 (2.2%).

## Geografia
De acordo com o United States Census Bureau tem uma área de
37,2 km², dos quais 32,8 km² cobertos por terra e 4,4 km² cobertos por água. Lake Nebagamon localiza-se a aproximadamente 351 m acima do nível do mar.

## Localidades na vizinhança
O diagrama seguinte representa as localidades num raio de 36 km ao redor de Lake Nebagamon.